# Cornelis Breet

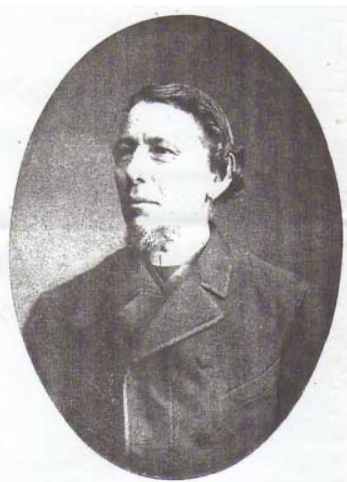
Cornelis Breet

Cornelis Breet (Den Helder, 27 oktober 1835 – aldaar, 24 februari 1916) was een Nederlands evangelist en broodbakker.

## Zijn leven
Cornelis Breet had in de tweede helft van de 19e eeuw een bakkerij in Den Helder in de Visbuurt, een volksbuurt met grote sociale problemen. De wijkbewoners noemden de bakker 'zalige Breet' omdat hij naast het geven van praktische hulp de mensen ook bekend maakte met het christelijke geloof. Breet behoorde tot de Nederlandse Hervormde Kerk en ging naar de Wester- en Nieuwe Kerk in Den Helder. Samen met anderen behoorde hij tot de bezwaarden die de verkondiging te vrijzinnig en modern vonden. In zijn boek De hand des Heeren in het leven, en den 25-jarigen Evangeliearbeid schreef hij: "De overheersing van het modernisme in de kerk, en der onkerkelijke volksklasse in wier midden ik hoorde, maakten mijn arbeid gewenscht en noodzakelijk". Breet sloot zich aan bij een evangelisatie groep – De Vereniging tot verbreiding der Waarheid – maar ook daar was hij niet op zijn plek. 
Breet was niet eens met de aanstelling van een nieuwe evangelist die naar zijn zin meer een brooddienaar is dan evangelist. Daarom begon Breet eigen bijeenkomsten te houden eerst in zijn huiskamer, later in de bakkerij en daarna in een zelf gebouwd kerkje, waarvan Breet op 18 april 1879 zelf de eerste steen legde. Het kerkje is later gebruikt door Hendrik Kraak van de Maranatha beweging. Het kerkje staat er nog steeds en is bekend als het kerkje van Kraak. In de jaren 1980 werd in de Visbuurt een straat, gelegen naast het kerkje, naar hem vernoemd, de Bakkerbreetstraat.

## Gezin
Op 30 april 1857 trouwde hij op 21-jarige leeftijd met Maartje Haremaker, samen kregen zij zes kinderen. Op 14 september 1881 overleed zijn vrouw. Breet hertrouwde op 19 april 1883, toen was 47 jaar was, met Margrietje Visscher. Samen kreeg het echtpaar dertien kinderen. Zes van zijn kinderen overleden al in hun kindertijd.
- Nederlandse Thesaurus van Auteursnamen: 292582803
- Virtual International Authority File: 280710603